# 배드 매너스

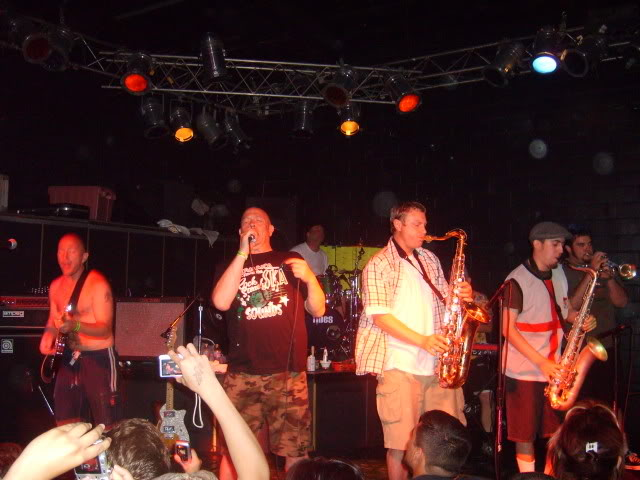
배드 매너스의 모습

배드 매너스(Bad Manners)는 1976년 버스터 블러드베슬이 잉글랜드에서 결성한 2 톤 스카 밴드이다. 초기에는 톱 오브 더 팝스 출연 및 라이브 영화 다큐멘터리 《Dance Craze》(1981) 등에 출연했다.
1980년대 초반 매드니스, 스페셜스, 셀렉터 등 스카 리바이벌 밴드와 함께 인기를 끌었다. 1980년부터 1983년까지 낸 싱글들은 영국 싱글 차트에서 총 111주간 머물렀고, 《Ska 'n' B》(1980), 《Loonee Tunes!》(1980), 《Gosh It's … Bad Manners》(1981) 등의 음반도 상업적으로 성공했다.

## 역사
버스터 블러드베슬(더글러스 트렌들)이 1976년 결성한 배드 매너스는 나머지 멤버들을 우드베리 다운 통합고등학교에서 찾았다. 고향인 런던에서 인기를 얻은 후 1980년 마그넷 레코드와 녹음 계약을 맺었고, 티즈와즈와 같은 텔레비전에 게스트로 정기적으로 출연했다. 또한 브리티시 뮤직 어워즈(1981)와 체거스 플레이스 팝 등에 출연했다. 1985년에는 노엘 에드먼즈가 호스트를 맡은 타임 오브 유어 라이프에서도 모습을 비추었다. 비록 2 톤 레코드와 계약을 맺지는 않았지만, 2 톤 운동과 연관이 깊었으며, 1981년 다큐멘터리 댄스 크레이즈에 출연한 여섯 밴드 중 하나였다.
1980년대에 발매된 배드 매너스의 히트 곡으로는 〈Nee Nee Na Na Na Na Nu Nu〉, 〈My Girl Lollipop〉, 〈Lip Up Fatty〉, 〈Can Can〉, 〈Special Brew〉, 〈Walking in the Sunshine〉, 〈That'll Do Nicely〉 등이 있다.
배드 매너스의 악명 중 하나는 프론트맨인 버스터 블러드베슬의 기이하고 거대한 혀와 삭발한 머리 때문이었다. 이 때문에 영국 BBC의 톱 오브 더 팝스에서 머리를 빨갛게 칠했다는 이유로 금지를 당하기도 했다. 또한 산레모 음악제에서 교황이 TV로 보고있다는 말을 들은 후 블러드베슬이 생방송 텔레비전에 무닝을 하며 이탈리아 텔레비전에서 방송 금지를 당했다.
배드 매너스는 1980년과 1983년 동안 발매한 싱글로 영국 싱글 차트에서 총 111주를 진입해 있었지만, 1983년 마그넷 레코드를 떠고 텔스타 레코드와 계약을 하였으며, 컴필레이션 음반 《The Height of Bad Manners》를 발매하여 영국 음반 차트 23위에 올랐다. 이 음반은 텔레비전 광고의 도움을 받았고, 배드 매너스를 다시금 미디어와 영국 대중의 관심을 끌게 만들었지만, 더 이상의 차트 진입곡은 없었다.
그 후 그룹은 미국의 포트레이트 레코드와 계약을 맺었고 1985년 《Mental Notes》를 발매했으며, 2년 동안 전 세계 투어를 진행했지만 1987년 해체를 결정했다. 배드 매너스가 포트레이트와의 계약이 끝나고 잠시 해체를 한 후 블러드베슬은 1987년 버스터스 올스타스라는 새로운 밴드를 결성해 자신과 친구 몇 명이 런던과 그 부근에서 공연을 계속할 수 있게 했다. 이 당시 공연은 종종 사람이 가득 차기도 했으며, 이로 인해 밴드를 재결성했다. 1992년 포크 파이 레코드와 계약을 맺고 《Fat Sound》를 발매했다.
1997년에는 《Heavy Petting》이라는 음반을 5년 만에 발매했으며, 6년 후인 2003년 버스터는 또 다른 음반사를 설립하고 여섯 번째 정규 음반 《Stupidity》를 발매했다.
2011년 체리 레드 레코드는 밴드의 첫 네 개의 정규 음반을 보너스 트랙과 함께 CD로 재발매했다. 2012년 12월, 밴드는 13년 만에 첫 싱글을 〈What Simon Says〉를 발매했다. 사이먼 코웰이 영국 음악 산업계에서 가지고 있는 힘과 관련된 노래로, 뮤직 비디오에서는 전 세게의 배드 매너스 팬들이 등장했지만 밴드 멤버는 등장하지 않았다.
2016년 결성 40주년을 기념해 영국 투어를 진행했다. 2022년 원년 멤버였던 윈스턴 바주미스가 사망했다.

## 디스코그래피
- Ska 'n' B (1980)
- Loonee Tunes! (1980)
- Gosh It's ... Bad Manners (1981)
- Forging Ahead (1982)
- Mental Notes (1985)
- Return of the Ugly (1989)
- Fat Sound (1992)
- Don't Knock the Baldhead! (1997)
- Stupidity (2003)